# Nowa przeszłość
Nowa Przeszłość – czwarty solowy album Krzysztofa Myszkowskiego, założyciela i lidera zespołu Stare Dobre Małżeństwo, wydany 15 stycznia 2016 roku nakładem wytwórni Warner Music Poland. 
Autorem tekstów zaprezentowanych na płycie jest Jan Rybowicz, natomiast muzykę do nich skomponował Krzysztof Myszkowski.

## Lista utworów
1. „Lekcja historii”
2. „Znak”
3. „Rozdrażnienie”
4. „Radość życia”
5. „Naturalny proces rozwoju”
6. „Czterdziestoletnie dzieci”
7. „Oświadczyny”
8. „Studiując zen”
9. „Spoiwo życia”
10. „Jeszcze o pisaniu”
11. „Żydowski poeta”
12. „Nowa przeszłość”
13. „Nad rzeką życia”
14. „Najtrudniej”